# Liste der brasilianischen Botschafter in der Ukraine

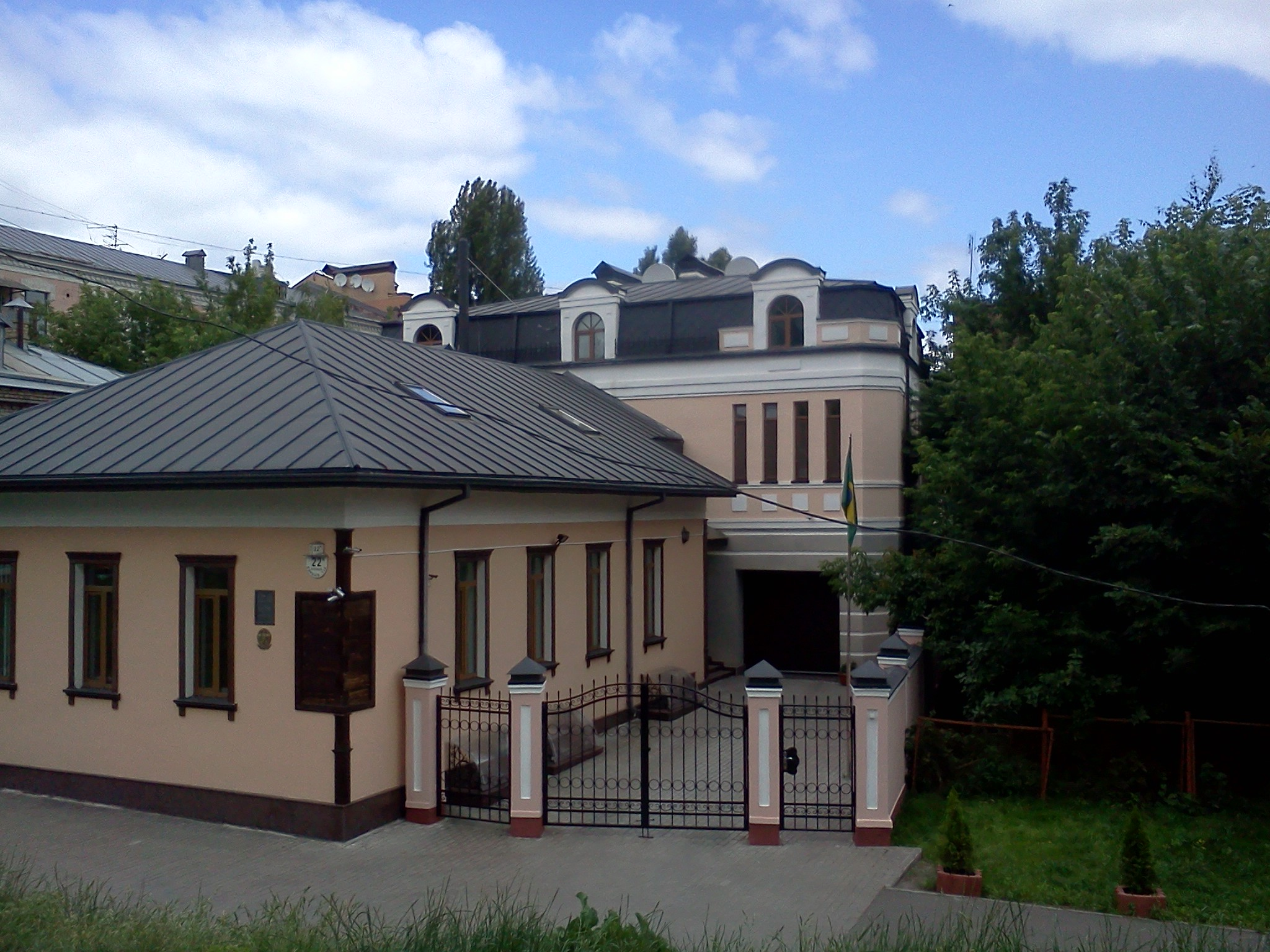
Brasilianische Botschaft, Вулиця Боричів Тік, 22-A in Kiew

Die Ukraine wurde am 24. August 1991 unabhängig. Leonid Krawtschuk wurde am 1. Dezember 1991 gewählt und trat am 5. Dezember 1991 sein Amt als Präsident der Ukraine an. Seine Regierung wurde am 26. Dezember 1991 von der Regierung Fernando Collor de Mello anerkannt.
Am 11. Februar 1992 nahmen die beiden Regierungen diplomatische Beziehungen auf. Itamar Franco dekretierte am 25. Mai 1994 die Gründung der brasilianischen Botschaft in Kiew. Der brasilianische Botschafter in Kiew ist regelmäßig auch bei der Regierung in Chișinău (Republik Moldau) akkreditiert.
| Ernannt / Akkreditiert | Name                              | Bemerkungen | ernannt von               | akkreditiert bei  | Posten verlassen |
| ---------------------- | --------------------------------- | ----------- | ------------------------- | ----------------- | ---------------- |
| 2. Dez. 1997           | Asdrúbal Pinto de Ulysséa         |             | Fernando Henrique Cardoso | Leonid Krawtschuk | 1998             |
| 15. Jan. 1998          | Mário Augusto Santos              |             | Fernando Henrique Cardoso | Leonid Krawtschuk | 2001             |
| März 2002              | Hélder Martins de Moraes          |             | Fernando Henrique Cardoso | Leonid Krawtschuk | Mai 2003         |
| 26. Dez. 2002          | Renato Luiz Rodrigues Marques     |             | Fernando Henrique Cardoso | Leonid Krawtschuk | 2009             |
| 31. März 2009          | Antônio Fernando da Cruz de Mello | [ 1 ]       | Luiz Inácio Lula da Silva | Leonid Krawtschuk |                  |